# Joví
Joví (en llatí Jovinus) va ser un senador gal·loromà que es va proclamar emperador l'any 411 i es va mantenir en el poder fins al 413.
Derrotar el rebel Constantí III, Joví es va proclamar emperador a Magúncia l'any 411 amb el suport de Gundahar, rei del burgundis, de Goar, rei dels alans i dels francs i alamans. Durant els dos anys que va governar va emetre monedes, algunes de les quals es conserven. Va recollir a les seves files els partidaris de Constantí i altres nobles gals descontents.
Sota autoritat de Joví els burgundis es van establir a l'esquerra del Rin entre els rius Lauter i Nahe i van fundar un regne que va subsistir amb capital a Borbetomagus (Worms).
Quan els visigots, dirigits després de la mort d'Alaric I per Ataülf, van sortir d'Itàlia portant amb ells a l'emperador Prisc Àtal i a la germana d'Honori, Gal·la Placídia, van iniciar la conquesta de la Gàl·lia. Ataülf va vèncer primer al general Sar, un general bàrbar que s'havia separat de l'obediència imperial i actuava pel seu compte aliat amb Joví. Sar va morir i Joví va nomenar llavors cèsar al seu germà (algunes fonts diuen que fill) Sebastià. Aquest acte va ser mal vist per Ataülf que va atacar Joví i el va derrotar. Sebastià va ser fet presoner i executat i Joví va fugir, però el van assetjar i finalment capturar a Valentia (Valença al Droma) i portat a Narbona on el prefecte de les Gàl·lies, Pòstum Dardà, que es va mantenir lleial a Honori, el va fer executar l'any 413. Els caps de Joví i Sebastià els van enviar a Honori i van ser penjats a les muralles de Ravenna i més tard a les de Cartago on van ser col·locades junt amb les de quatre altres usurpadors.